# Róbert Kovaľ
Róbert Kovaľ (* 16. ledna 1994, Humenné, Slovensko) je slovenský fotbalový záložník. Od roku 2014 působí v FK Dukla Praha.
Jeho fotbalovým vzorem je Pavel Nedvěd.

## Klubová kariéra
Je odchovancem východoslovenského klubu 1. HFC Humenné, odkud odešel ještě v mládežnickém věku do nedalekého celku MFK Zemplín Michalovce, v jehož dresu debutoval ve svých 17 letech v dospělém fotbale (bylo to 23. dubna 2011 na hřišti FK Slovan Duslo Šaľa – výhra 1:0, v zápase přihrál na jediný gól utkání).
V únoru 2014 se domluvil na 3,5ročním angažmá s českým klubem FK Dukla Praha poté, co absolvoval zimní přípravu. V 1. české lize debutoval 28. února 2014 proti SK Slavia Praha (porážka 1:2).

## Reprezentační kariéra
Hrál za slovenské reprezentační výběry U17 a U18.